# Mingus Mingus Mingus Mingus Mingus
| Críticas profissionais               | Críticas profissionais |
| Avaliações da crítica                | Avaliações da crítica  |
| Fonte                                | Avaliação              |
| ------------------------------------ | ---------------------- |
| AllMusic                             | [ 2 ]                  |
| The Penguin Guide to Jazz Recordings | [ 3 ]                  |
| The Rolling Stone Jazz Record Guide  | [ 4 ]                  |

Mingus Mingus Mingus Mingus Mingus é um álbum de estúdio do compositor e baixista de jazz americano Charles Mingus, lançado em 9 de janeiro de 1964.

## História
Mingus colaborou com o arranjador/orquestrador Bob Hammer para compor a música para um grande conjunto de metais e saxofones.
A maioria das composições deste álbum foram gravadas anteriormente ou foram regravadas desde então, algumas com títulos diferentes, em outros álbuns:
- "II BS" como "Haitian Fight Song" em Plus Max Roach e The Clown
- "IX Love" como "Duke's Choice" em A Modern Jazz Symposium of Music and Poetry.[5][6][7]
- "Mood Indigo" (Barney Bigard, Duke Ellington) na Mingus Dinasty
- "Celia" na East Coasting
- "Better Get Hit in Yo' Soul" como "Better Git It in Your Soul" em Mingus Ah Um (também "Better Git Hit in Your Soul" em Mingus at Antibes )
- "Theme for Lester Young" como "Goodbye Pork Pie Hat" em Mingus Ah Um
- "Hora Decubitus" como "E's Flat, Ah's Flat Too" em Blues & Roots
- "Freedom" em The Complete Town Hall Concert (1962)

## Lista de músicas
Adaptado da reedição do CD de 1995; muitas cópias originais do LP têm durações incorretas listadas. Todas as faixas são compostas por Charles Mingus, exceto onde indicado.
| Lado um |                                                    |         |  |
| N.º     | Título                                             | Duração |  |
| 1.      | "II B.S."                                          | 4:46    |  |
| 2.      | "I X Love"                                         | 7:38    |  |
| 3.      | "Celia"                                            | 6:12    |  |
| 4.      | "Mood Indigo (por Duke Ellington e Barney Bigard)" | 4:43    |  |

| Lado dois      |                              |         |  |
| N.º            | Título                       | Duração |  |
| 1.             | "Better Get Hit in Yo' Soul" | 6:28    |  |
| 2.             | "Theme for Lester Young"     | 5:50    |  |
| 3.             | "Hora Decubitus"             | 4:41    |  |
| Duração total: | Duração total:               | 40:18   |  |

| Faixa bônus em reedições |                |         |  |
| N.º                      | Título         | Duração |  |
| 1.                       | "Freedom"      | 5:10    |  |
| Duração total:           | Duração total: | 45:28   |  |

## Pessoal
Faixas #1 e 4–8, gravadas em 20 de setembro de 1963:
- Eddie Preston – trompete
- Richard Williams – trompete
- Britt Woodman – trombone
- Don Butterfield - tuba
- Jerome Richardson – saxofone soprano e barítono, flauta
- Dick Hafer – saxofone tenor, clarinete, flauta
- Booker Ervin – saxofone tenor
- Eric Dolphy – saxofone alto, flauta, clarinete baixo
- Jaki Byard – piano
- Charles Mingus – baixo, (narração, #8)
- Walter Perkins – bateria
- Bob Hammer – arranjador e orquestrador

Faixas #2 e 3, gravadas em 20 de janeiro de 1963:
- Rolf Ericson – trompete
- Richard Williams – trompete
- Quentin Jackson - trombone
- Don Butterfield - tuba
- Jerome Richardson – saxofone soprano e barítono, flauta
- Dick Hafer – saxofone tenor, flauta, oboé
- Charlie Mariano – saxofone alto
- Jaki Byard – piano
- Jay Berliner – guitarra
- Charles Mingus – baixo, piano
- Danny Richmond – bateria
- Bob Hammer – arranjador e orquestrador

### Produção
- Bob Thiele - produtor
- Michael Cuscuna – produtor de reedição
- Bob Simpson - engenheiro
- Erick Labson – remasterização